# جائزة أستراليا الكبرى 1949
جائزة أستراليا الكبرى 1949 هو سباق فورمولا 1 أقيم بتاريخ 18 سبتمبر 1949 في كوينزلاند.